# Nam Su-hyeon
Nam Su-hyeon (in hangŭl: 남수현; Suncheon, 27 gennaio 2005) è un'arciera sudcoreana specialista dell'arco ricurvo.
Ha vinto la medaglia d'oro a squadre femminili a Parigi 2024 insieme a Jeon Hun-young e Lim Si-hyeon battendo in finale la squadra cinese

## Palmarès
- Giochi olimpici

Parigi 2024: oro nella gara a squadre femminili.